# Сафоново-1

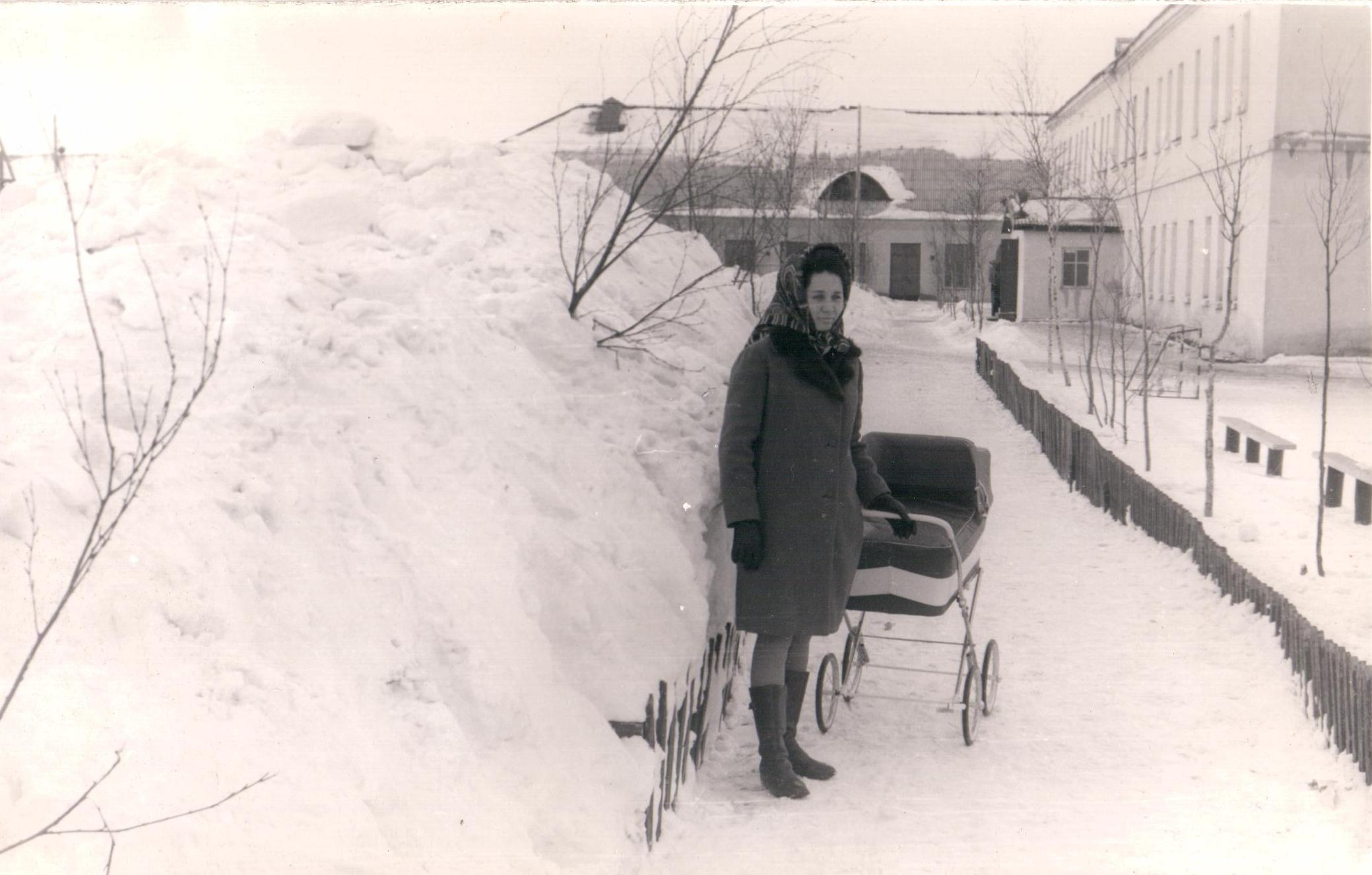
Жительница поселка Сафоново-1 Кириллова Валентина Ивановна во время прогулки на улице Заречная. Март 1973 года.

Сафоново-1 — военный гарнизон недалеко от Мурманска. Входит в состав посёлка городского типа Сафоново.
Раннее носил название Ваенга-2, позже — Североморск-2. В посёлке расположен аэродром Североморск-2.
Входит в состав городского округа ЗАТО город Североморск, в уставе значится как населённый пункт, однако отсутствует в классификаторе ОКАТО.

## История
Строительство аэродрома Ваенга-2 вели военные. Люди жили в землянках, достаточно благоустроенных, обшитых деревом, с печным отоплением. Землянки строили по высоким берегам реки Грязной, грунт в этих местах был мягкий и сейчас еще можно увидеть останки этих строений.
Местность, где находится поселок, была очень заболоченной, даже при строительстве аэродрома пришлось засыпать озеро в конце взлетной полосы, а между домами прокладывались пешеходные деревянные мосточки.
Жилой фонд сначала располагался в районе за рекой Грязной и состоял в основном из одноэтажных так называемых финских домов на четырех хозяев, просуществовавших до середины 1980-х годов и двухэтажных деревянных восьмиквартирных домов с такими же удобствами. Сейчас от улицы Заречной не осталось ни одного функционирующего дома.
Первые каменные дома (двухэтажные) стали появляться в 1950-х годах — № 68, 69, 70, 71 . В них было паровое отопление, водопровод. Затем стали возводить четырехэтажные кирпичные дома № 75, 76 — в них были титаны. Перед домами стояли каменные сараи, где хранились дрова для титанов и домашняя утварь. С торца дома № 70, что на горке, был магазинчик, где продавали молоко из воинского подсобного хозяйства, поэтому горку назвали Молочной. Зимой с неё устраивали катания на санках, лыжах. Ниже, вдоль речки, находились одноэтажная санчасть и лазарет. В этой же части поселка располагались финские домики с подсобными хозяйствами.
За домами № 68 и 71 был ухоженный стадион, где зимой заливался каток, освещаемый мощным прожектором, а летом проводились футбольные матчи, следить за которыми болельщики могли с высоких деревянных трибун.
С другой стороны дороги, ведущей к аэродрому, находилась 4-этажная офицерская гостиница, 2-этажный штаб авиационный части и строение в виде буквы «П», где размещалась офицерская столовая.
Дети учились в начальной 4-летней школе, которая располагалась в здании барачного типа без удобств. Рядом со школой, в однотипном здании, находился магазин со смешанными товарами. Таким образом, организовалась улица Центральная.
Посёлок расширялся, стали строить пятиэтажные каменные дома со всеми удобствами. В доме № 3, возведенном в 1970 году, впервые появились электрические звонки. Постепенно финские домики сносились, а на их месте возводились каменные многоэтажки. В 1973 было закончено строительство средней школы № 5 (первый директор Ефимкина Мария Афанасьевна), до сегодняшнего дня в ней работает учитель-ветеран: Солодовникова Р. Н. Строительство поселка продолжалось и в 1976, улица Центральная была переименована в улицу Панина.
Поселок благоустраивался и в 1984 году появилась улица Елькина, а в 1990 был сдан в эксплуатацию ясли-сад «Кораблик» — современное 3-этажное здание с обширным детским городком.
В посёлке имеется амбулатория для гражданских лиц, которая началась с двух кабинетов при воинской части, а сегодня, благодаря усилиям главного врача Литвиновой С. В., мы имеем современно оборудованное двухэтажное здание с высокопрофессиональным персоналом.
В 1980-е годы в поселке были открыты: музыкальная школа, фотоателье, химчистка, ателье по пошиву верхней одежды, аптечный пункт. В Сафоново-1 на сегодняшний день проживает примерно 3000 человек.